# بلویل (تگزاس)
بلویل، تگزاس(به انگلیسی: Bellville, Texas) شهری در ایالت تگزاس از ایالات جنوبی ایالات متحده آمریکا است. در سرشماری سال ۲۰۰۰، جمعیت این شهر ۳۷۹۴ نفر اعلام شد.